# International Union of Sex Workers
International Union of Sex Workers (IUSW) (pol. Międzynarodowy Związek Pracowników Seksu )  – związek zawodowy branży usług seksualnych, który powstał w 2000 r. w Wielkiej Brytanii. 
Głównym  celem związku  jest walka o dekryminalizację prostytucji i uznanie jej jako zawodu. Oferuje seks-pracownikom bezpłatne porady prawne, wspiera także tych, którzy chcą opuścić sektor usług seksualnych. IUSW wydaje kwartalnik pod tytułem „RESPECT!”.